# Anthidiini
Anthidiini là một tông côn trùng thuộc họ Megachilidae. Có ít nhất 40 chi và 840 loài được mô tả thuộc tông này. Có bằng chứng mạnh cho thấy tông này là đơn ngành.

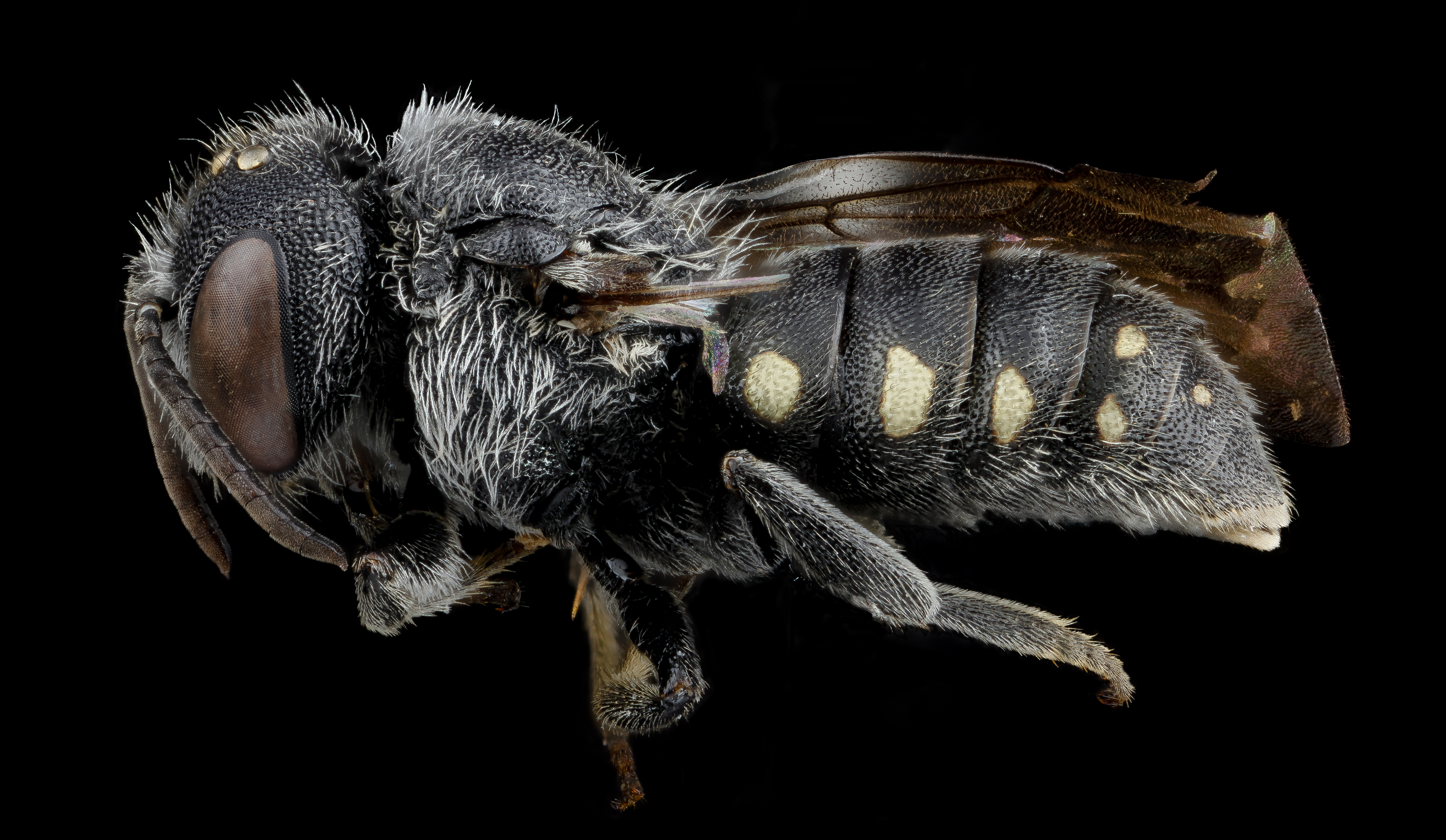
Stelis lateralis

## Chi
- Acedanthidium Michener, 2000
- Afranthidium Michener, 1948
- Afrostelis Cockerell, 1931
- Anthidiellum Cockerell, 1904
- Anthidioma Pasteels, 1984
- Anthidium Fabricius, 1804
- Anthodioctes Holmberg, 1903
- Apianthidium Pasteels, 1969
- Aspidosmia Brauns, 1926
- Austrostelis Michener & Griswold, 1994
- Aztecanthidium Michener & Ordway, 1964
- Bathanthidium Mavromoustakis, 1953
- Bekilia Benoist, 1962
- Benanthis Pasteels, 1969
- Cyphanthidium Pasteels, 1969
- Dianthidium Cockerell, 1900
- Duckeanthidium Moure & Hurd, 1960
- Eoanthidium Popov, 1950
- Epanthidium Moure, 1947
- Euaspis Gerstäcker, 1857
- Hoplostelis Dominique, 1898
- Hypanthidioides Moure, 1947
- Hypanthidium Cockerell, 1904
- Icteranthidium Michener, 1948
- Indanthidium Michener & Griswold, 1994
- Ketianthidium Urban, 2000
- Larinostelis Michener & Griswold, 1994
- Melostelis Urban, 2011
- Notanthidium Isensee, 1927
- Pachyanthidium Friese, 1905
- Paranthidium Cockerell & Cockerell, 1901
- Plesianthidium Cameron, 1905
- Pseudoanthidium Friese, 1898
- Rhodanthidium Isensee, 1927
- Serapista Cockerell, 1904
- Stelis Panzer, 1806
- Trachusa Panzer, 1804
- Trachusoides Michener & Griswold, 1994
- Xenostelis Baker, 1999